# Alexandriai Szent Kelemen
Alexandriai Kelemen vagy egyházi nevén Alexandriai Szent Kelemen (ógörögül: Κλήμης ὁ Ἀλεξανδρεύς), Titus Flavius Clemens (Kr. u. 150 körül – Kr. u. 215/220 körül) görög keresztény teológus, apologéta és egyházi író. Általában az egyházatyák közé sorolják. A kopt kereszténység, a keleti katolicizmus, az etióp kereszténység és az anglikanizmus szentként tiszteli. A nyugati katolicizmusban 1586-ig tisztelték szentként, amikor V. Szixtusz pápa Baronius tanácsára törölte nevét a római mártírológiából. A keleti ortodox egyház a 10. században hivatalosan beszüntette Alexandriai Kelemen tiszteletét, ennek ellenére mind keleti ortodox, mind katolikus szerzők időnként „Alexandriai Szent Kelemen” néven emlegetik. Mint három fő műve is mutatja, Kelemenre nagyobb hatással volt a hellenista filozófia, mint korának bármely más keresztény gondolkodójára, különösen Platón és a sztoikusok. Titkos művei, amelyek csak töredékesen maradtak fenn, arra utalnak, hogy ismerte a kereszténység előtti zsidó ezotériát, a misztériumvallásokat és a gnoszticizmust is. Egyik művében azt állította, hogy a görög filozófia nem görögök között alakult ki, azt állítva, hogy mind Platónt, mind Püthagoraszt egyiptomi tudósok tanították.

## Élete
Életéről mindössze annyit tudunk, hogy tanulmányait Alexandriában végezte. Iskolái után felvette a keresztséget, s az egyházi hierarchiában a püspökségig vitte. Ránk mindössze egyetlen, töredékesen fennmaradt teológiai munkája, a Sztrómata (Szőnyegek) maradt, amelynek jelentősége abban áll, hogy sok ókori anekdotát hagyományozott benne az utókorra. Egy jellemző anekdotája:
„Apellész, a festő, mikor meglátta egyik tanítványának dúsan aranyozott Helené-képét, így szólt:

– Látom, fiú, hogy ha már széppé nem tudtad tenni, legalább gazdaggá tetted.”
Alexandriai Kelemen szemben állt a gnoszticizmus áramlatával és megalapozta az igazi keresztény gnózist, s ezzel kapcsolatot teremtett az antik filozófia és a keresztény hit között. Kelemen szerint a filozófia Isten akaratából való. A görög filozófusok híján voltak a kinyilatkoztatásnak, azonban ők is az Istentől nyert természetes megvilágosodás hatása alatt álltak, amikor például a világ ősokát feltételezték. Kelemen gondolkodásával szemben áll Tertullianus (160 körül–220 után) álláspontja. Szerinte a filozófia káros a hitre nézve: "Mi köze van Jeruzsálemnek Athénhoz!"

## Magyarul megjelent művei
- Alexandriai Kelemen: Protreptikosz – Buzdítás a görögökhöz; ford., bev., jegyz. Tóth Vencel; Jel, Bp., 2006 (Ókeresztény örökségünk) ISBN 9639670049, 188 p.
- Alexandriai Kelemen: Paidagógosz – A Nevelő; ford., bev., jegyz. Tóth Vencel; Jel, Bp., 2006 (Ókeresztény örökségünk) ISBN 9789630865425, 336 p.
- 2 himnusza IN: Apostoli atyák, Szent István Társulat, Budapest, 1980, ISBN 963-360-371-4, 11–16. o. elektronikus elérés
- Alexandriai Kelemen: Stromateisz – Szőnyegek (I. könyv – részlet); csak elektronikus formában
- Sztrómateisz. Szőttesek I. könyv; ford. Tóth Vencel; Jel, Bp., 2021 (Ókeresztény örökségünk)